# پایگاه هوایی دولینسک-سوکول
پایگاه هوایی دولینسک-سوکول (به انگلیسی: Dolinsk-Sokol) یک فرودگاه نظامی است که یک باند فرود بتن دارد و طول باند آن ۲۵۰۰ متر است. این فرودگاه در کشور روسیه قرار دارد و در ارتفاع ۲۹ متری از سطح دریا واقع شده‌است.